# Ševcova hora
Ševcova hora je přírodní rezervace v okrese Český Krumlov. Nachází se v Novohradském podhůří, na strmém svahu jihozápadní rozsochy Kohoutu, dva kilometry východně od Soběnova. Je součástí Přírodního parku Soběnovská vrchovina.
Předmětem ochrany je zbytek staré (věk 190–210 let) acidofilní bučiny na balvanité suti, obklopený mladšími smíšenými porosty. Soliflukčně rozvlečená hrubě balvanitá suť je ze středně zrnité porfyrická biotitická žuly moldanubického plutonu weinsberského typu.
Stromové patro nejstarší acidofilní bikové bučiny tvoří pouze buk lesní (Fagus sylvatica), v přilehlých mladších porostech převažuje smrk ztepilý (Picea abies) a přimíšeny jsou buk lesní, borovice lesní (Pinus sylvestris), bříza bělokorá (Betula pendula) a modřín opadavý (Larix decidua). Ve chudém bylinném patru převažují acidofilní druhy bika bělavá (Luzula luzuloides) a metlička křivolaká (Avenella flexuosa), roztroušeně se vyskytují šťavel kyselý (Oxalis acetosella), lipnice hajní (Poa nemoralis), brusnice borůvka (Vaccinium myrtillus), jestřábník zední (Hieracium murorum) a kapradiny bukovník kapraďovitý (Gymnocarpium dryopteris) a kapraď rozložená (Dryopteris dilatata), vzácně se objevují věsenka nachová (Prenanthes purpurea), svízel vonný (Galium odoratum), pitulník horský (Galeobdolon montanum).